# سیارک ۱۱۱
سیارک ۱۱۱ (به انگلیسی: 111 Ate) صد و یازدهمین سیارک کشف شده‌است که در ۱۴ اوت ۱۸۷۰ کشف شد.
قدر مطلق سیارک برابر ۸٫۰۲ است.